# Teatro Académico de Ópera y Ballet Musa Cälil
El Teatro Estatal Académico Tártaro de Ópera y Ballet Musá Cälil (en ruso: Татарский академический государственный театр оперы и балета имени Мусы Джалиля; en tártaro: Муса Җәлил исемендәге Татар академия дәүләт опера һәм балет театры) es el teatro de la ópera de la ciudad rusa de Kazán. El 26 de agosto de 1874, fue inaugurado con la interpretación de la ópera Una vida por el Zar de Mijaíl Glinka. Cuatro meses después, el teatro sufrió un grave incendio y no fue restaurado hasta 1939, cuando ya el gobierno de la Unión Soviética lo reinauguró como Teatro Estatal Tártaro de Ópera.